# Ángel Cruchaga
Ángel Cruchaga Santa María (Santiago, 23 de marzo de 1893-Santiago, 5 de septiembre de 1964) fue un poeta y cronista chileno.

## Biografía
Primo de los escritores Juan Guzmán Cruchaga y Germán Luco Cruchaga, realizó sus estudios básicos en el colegio Elvira Calderón, y luego en el Colegio de los Sagrados Corazones de Santiago, donde cursó sólo hasta el cuarto año de humanidades. Abandonó el colegio para mudarse a la ciudad de Rancagua. En 1912 fundó con Vicente Huidobro la revista Musa Joven. También colaboró con las revistas Zig-Zag, Corre-Vuela y Los Diez de Santiago; Caras y Caretas de Buenos Aires, y con los periódicos: La Unión de Valparaíso y La Discusión de Chillán.
Trabajó como funcionario del Ministerio de Relaciones Exteriores, de la Dirección de Bienes Nacionales, de la Biblioteca Nacional y de la Caja de Colonización Agrícola.

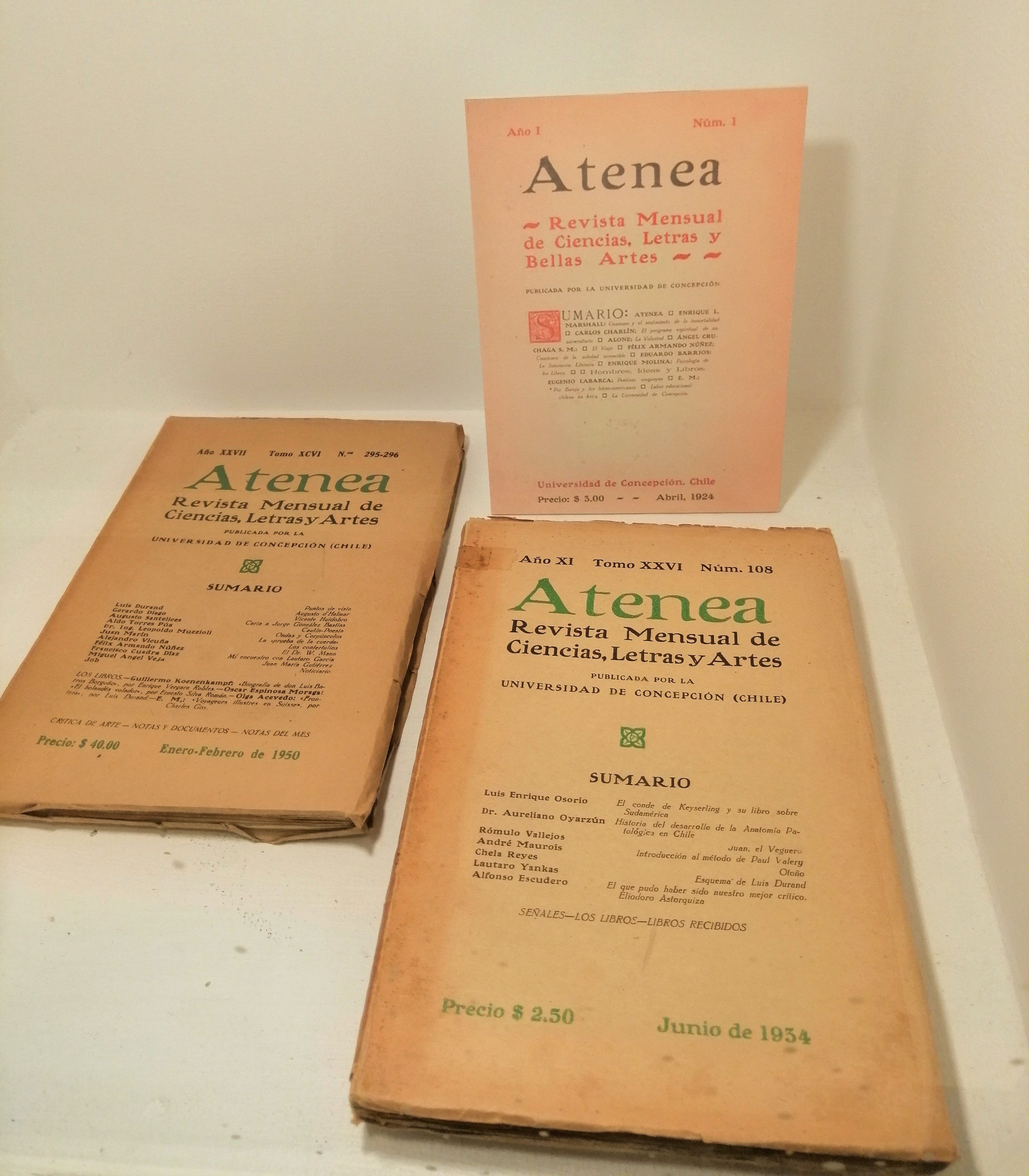
Ángel Cruchaga S. M. publicó en el primer número de la revista Atenea (1924).

En 1918 ganó el primer premio de los Juegos Florales de Curicó, en conjunto con Amador Segura Castro. En 1921 obtuvo el segundo premio en el certamen de la Federación de Estudiantes, donde Pablo Neruda se adjudicó el primero con la obra: La Canción de la fiesta. En 1933 publicó Afán del Corazón y obtuvo el Premio Municipal de Poesía.
En 1928 funda en Santiago junto a Salvador Reyes, Manuel Eduardo Hübner, Luis Enrique Délano y Hernán del Solar la revista Letras, haciéndose así objeto de la clasificación imaginista por parte de la crítica literaria de la época.
En 1937 realizó una traducción de la obra de André Maurois Historia de Inglaterra que fue publicada en Santiago de Chile por Editorial Letras.
En el contexto del Frente Popular, junto a Pablo Neruda y Francisco Coloane, el 8 de julio de 1938 Cruchaga ingresó al Partido Comunista en una ceremonia pública en el Teatro Caupolicán.
En 1948 se adjudicó el Premio Nacional de Literatura.
El 5 de septiembre de 1964 fallece en Santiago.

## Obra
Los siguientes son algunos de sus títulos más conocidos:
- Las Manos Juntas, 1915
- La Selva Prometida, 1920
- Job, 1922
- Afán del Corazón, 1933
- Paso de Sombra
- Los Cirlos
- Rostro de Chile
- Jade

Otros autores recopilaron sus obras en las siguientes publicaciones:
- Obras Completas, por Pablo Neruda.
- La hora digna, por Manuel Silva Acevedo

## Reconocimientos
- En Chile varias ciudades como La Serena, Coquimbo, San Fernando, La Ligua, Linares y Santiago presentan calles con el nombre del poeta.
- Plazas o parques con su nombre se ubican en la comuna de Ñuñoa,[4] en Santiago de Chile y en La Serena.[5]